# Síndrome del abdomen en ciruela pasa
El síndrome del abdomen en ciruela pasa (Prune belly syndrome, en inglés) es un trastorno congénito del aparato urinario, caracterizado por una tríada de síntomas: ausencia de músculos abdominales, criptorquidia y piel arrugada en el vientre. El síndrome recibe su nombre por razón de la masa de piel arrugada que con frecuencia se localiza en el abdomen de los niños afectados. Se conoce también como síndrome de deficiencia de la musculatura abdominal, ausencia congénita de músculos abdominales y síndrome de Eagle-Barrett, síndrome de Obrinsky, síndrome de Fröhlich y, ocasionalmente, síndrome de la tríada.
Esta anomalía es típica por la apariencia de la piel del abdomen de los bebés que la padecen:
La piel es redundante y deja ver a simple vista el aspecto y movilidad de casi todo el contenido del abdomen.
Dentro de las anomalías clásicas del síndrome, destacan las del tracto urinario por su gravitación clínica, su pronóstico y posibilidad de corrección quirúrgica; siendo las más frecuentes la displasia renal, hidronefrosis, dilataciones, elongaciones, tortuosidades, atresias y/o estenosis ureterales, reflujo vesicoureteral, también se ve con frecuencia un divertículo apical. El cuello de la vejiga es usualmente amplio en la unión de la uretra prostática, que generalmente esta dilatada y alargada, terminando en forma de embudo hacia abajo en un cambio brusco de calibre en la unión con la uretra membranosa, dando apariencia de valvas uretrales.
Puede haber falta de tejido prostático, en estos casos la uretra anterior usualmente está asociada con dilatación y/o estenosis de la uretra membranosa. A veces hay ausencia de cuerpo esponjoso con pene agrandado. La agenesia de músculos abdominales es variable, en su presentación sin embargo compromete con mayor frecuencia los músculos abdominales inferiores por ejemplo los rectos inferiores y los oblicuos, casi siempre de carácter simétrico. Se ha visto histológicamente que las aéreas más severamente afectadas muestran escasa ausencia total de las fibras musculares. Cabe hacer notar que este déficit muscular se hace también evidente en la musculatura lisa de la pelvis renal, uréter, vejiga y uretra prostática. El síndrome es exclusivo del sexo masculino para ser verdadero, aunque se han descrito casos en mujeres, los cuales han sido catalogados como pseudosíndrome.
El síndrome aparece en forma esporádica, frecuentemente asociada a otras malformaciones como mal rotación intestinal, deformidades del tórax, anomalías de las extremidades, cardiacas, poli y sindáctila, displasia de cadera, espina bífida, persistencia del uraco, mielomenigocele, onfalocele, malformaciones de ojos y oídos, atresia de coanas, y micrognatia, hipoplasia pulmonar, talipes equino varo, bandas de Ladd, anomalías valvulares, gastrosquisis, ano imperforado, defectos del sistema nervioso central y el síndrome de Berdon.

## Epidemiología
El síndrome de prune belly afecta aproximadamente 1 ser humano por cada mil nacidos vivos. Cerca de un 96% de los pacientes afectados son del sexo masculino.

## Clasificación
Existe tres categorías de síndrome de Prune Belly que corresponden a diferentes propuestas terapéuticas.

### Categoría I
- Antecedente de hidramnios prenatal.
- Hipoplasia pulmonar y neumotórax.
- Displasia renal importante.
- Pueden tener obstrucción uretral completa, uraco dilatado y pie zambo.

Estos niños sobreviven solo unos días muriendo de complicaciones cardiopulmonares.
No requieren ningún tratamiento urológico. A lo sumo puede mantenerse vacía la vejiga con una cistostomía por punción, y mantener una expectación urológica de acuerdo a la evolución.
El tratamiento fundamental se basa en cuidados de asistencia cardiorrespiratoria y evaluación de otras anomalías asociadas que deterioren la sobrevivencia.
En general, la escasa posibilidad de supervivencia, limita al extremo las tentativas terapéuticas de estos niños

### Categoría II
- Corresponden a los recién nacidos con posibilidad de supervivencia aunque cursen con abdomen dilatado, uroestasia, criptorquidea y reflujo vésicoureteral.
- Pueden tener displasia renal uni o bilateral que no empobrece la sobrevivencia inmediata.
- Pueden evolucionar con urosepsis, elevación de la urea y de la creatinina plasmática.
- Pueden necesitar una cistostomia por punción seguida de una vesicostomía incontinente, para mejorar la evacuación urinaria y aliviar el reflujo vésico ureteral.
- Esta conducta consigue mejorar los parámetros sanguíneos y la uroestasia.
- Si existe infección urinaria, orina residual importante y reflujo, la vesicostomia incontinente es la mejor medida a emplear.
- Con este simple procedimiento el cuadro revierte rápidamente y permite evaluar al niño al cumplir los cinco años.
- Excepcionalmente se debe emplear derivaciones altas como la nefrostomía percutánea, la pielostomia o la ureterostomia en ansa, que tienen muy precisas indicaciones.

### Categoría III
- Los signos externos son atenuados o incompletos.
- La uroestasis es moderada y no existe alteración de la función renal.
- El síndrome incompleto se caracteriza por atrofia de la pared abdominal y criptorquídea sin estar asociado a displasias cardiopulmonares ni renales de importancia.
- Pueden tener ureteropieloestasia pero no cursan con deterioro de la función renal.
- La vejiga es hipoactiva y el residuo vesical puede ser controlado con una reeducación miccional.

Hernia de Bochdalek:
Es la migración de vísceras abdominales hacia el tórax debido a la persistencia del conducto pleuro-peritoneal. Se manifiesta con signos de dificultad respiratoria progresiva, desde el nacimiento y con tendencia a la hipoxemia e inestabilidad sistémica refractaria, es más común del lado izquierdo y su elevada morbi-mortalidad se debe a hipoplasia e hipertensión pulmonar.

## Etiología
Se plantea como causa que, durante la diferenciación de las tres capas blastodermicas, entre la sexta y décima semanas de la gestación, el mesodermo sufre una migración o detención anormal, por lo que el mesodermo se desarrolla anormalmente y no se forma la musculatura del abdomen, incluyendo el diafragma y es por esto que este síndrome puede ser asociado con la hernia de Bochdalek, siendo esta su causa pero su etiología sigue siendo desconocida.

## Cuadro clínico
- Ausencia total o parcial de los músculos abdominales haciendo que los pliegues de piel se arrugen de manera característica[6] y la piel abdominal se encuentra en franco contacto con el peritoneo.[7]
- Criptorquidia: testículos no descendientes en bebés masculinos.
- Anormalidad del tracto urinario, por lo general uréteres alargados, vejiga distendida (megavejiga), acumulación y flujo retrógrado de la orina de la vejiga a los uréteres (megauréteres) y hacia los riñones. Puede haber persistencia del uraco, hidronefrosis y/o displasia renal.[7]
- Infecciones urinarias frecuentes debido a la incapacidad de expeler la orina apropiadamente.

## Diagnóstico
El síndrome del prune belly puede ser diagnosticado mediante un ultrasonido o ecosonograma cuando el bebé está aún en el útero. El indicador más prominente es una gran masa abdominal ocupante de espacio por razón de la presión de la orina acumulada. En niños pequeños, las frecuentes infecciones urinarias son a veces los indicadores iniciales del trastorno, debido a que dichas infecciones no son comunes en varones. La función renal puede verse afectadas determinadas por exámenes de laboratorio. Un test específico es el denominado cistouretrograma, en el que un catéter es insertado en la uretra para llenar la vejiga con un colorante. Un rayos X puede detectar si la orina tiene un flujo retrógrado hacia los uréteres y riñones. El trastorno puede ocasionar distensión y agrandamiento de las víceras internas, tales como la vejiga y los intestinos.

## Tratamiento
Los pacientes con síndrome Prune Belly pueden requerir operaciones de reconstrucción vesical, operaciones antirreflujo, de reforzamiento de las paredes abdominales y orquidopexia estética y profiláctica del cáncer del testículo retenido.
De un modo general, la terapia correctiva consiste en el drenaje urinario, preferiblemente nefrectomías como primer paso, procedimientos plásticos en los uréteres y salida vesical. A veces es necesario nefrectomías en riñones displásicos unilaterales. La cistostomia y resección transuretral temprana crea una buena salida para todo el sistema y provee una descompresición satisfactoria, reportándose casos en que con este drenaje no requieren reconstrucción del tracto urinario, a pesar del sistema colector dilatado.
El pobre peristaltismo de los uréteres en el S.P.B. hace improbable que estos queden funcionales, por tanto, es casi inevitable que se requiera una derivación permanente a edad más avanzada. El reflujo vesicoureteral está presente en cerca del 70 % de estos casos; sin embargo, no se recomiendan reimplantaciones quirúrgicas. La capacidad ureteral es tal que la presión de vaciamiento no se transmite directamente a los riñones, por la pobre función peristáltica de los uréteres. Se dice que el reflujo sin infección no lleva casi nunca a deterioro renal. Raras veces se requieren cirugías correctivas de pared abdominal, ya que en el correr de los años con la infiltración grasa subcutánea desaparecen las arrugas y aumenta el tono de la pared.
La laxitud de la pared también puede corregirse con facilidad con fajas. En ciertos casos de agenesia se ha hecho plicatura de la pared abdominal, pero solo con carácter estético sin esperar mejorar drenaje urinario. Si las infecciones pulmonares son repetidas, la plicatura puede justificarse para soportar una tos más efectiva y también puede facilitar la micción y defecación.